# Kasumi Ishikawa
Kasumi Ishikawa (n. 23 februarie 1993, Yamaguchi, Japonia) este o jucătoare de tenis de masă ce a reprezentat Japonia, medaliată olimpică. A participat la 3 ediții ale Jocurilor Olimpice (2012, 2016, 2020) în care a câștigat o medalie de argint și o medalie de bronz.